# مارتن ديفيز
مارتن ديفيز (بالإنجليزية: Martin Davies) (28 يونيو 1974 سوانزي المملكة المتحدة - ) هو لاعب كرة قدم بريطاني، يلعب كحارس مرمى، ولعب 54 مباراة.

## مسيرته

### مسيرته مع الأندية
- 1995 - 1996 لعب مع كامبريدج يونايتد 16 مباراة.
- 1996 - 1997 لعب مع روشدين ودايموندز 37 مباراة.
- 1999 - 2004 لعب مع نادي كامبريدج ستي مباراة.

## روابط خارجية
- مارتن ديفيز على موقع Soccerbase.com (لاعب) (الإنجليزية)